# 용인이동초등학교
용인이동초등학교는 대한민국 경기도 용인시에 있는 공립 초등학교이다.

## 학교 연혁
- 2005년 1월 9일 : 설립
- 2005년 3월 1일 : 초대 김기명 교장 취임
- 2005년 3월 2일 : 개교
- 2005년 3월 10일 : 용인이동초등학교 병설유치원 개원
- 2006년 2월 14일 : 제 1회졸업 (24명)
- 2006년 3월 2일 : 11학급편성 (용인이동초등학교 병설유치원1학급)
- 2007년 2월 14일 : 제 2회졸업(28명 총52명졸업)
- 2007년 3월 1일 : 제 2대 장금석교장 부임
- 2007년 3월 1일 : 돌봄교실
- 2007년 3월 15일 : 14학급 편성
- 2025년 3월 2일 : 개교 20주년

## 참고 자료
- 용인이동초등학교 - 한국교육학술정보원 학교알리미